# Sven Kohlmeier
Sven Kohlmeier (né le 26 août 1976 à Bad Saarow-Pieskow) est un homme politique allemand (SPD) et membre de la Chambre des députés de Berlin de 2006 à 2021.

## Biographie
Après avoir obtenu son diplôme d'études secondaires en 1996, Kohlmeier étudie le droit à l'Université Humboldt de Berlin de 1997 à 2003. De 2003 à 2005, il effectue son stage d'avocat au tribunal de district de Cottbus (de) et réussit le deuxième examen d'État en droit. Kohlmeier travaille comme avocat indépendant depuis 2005.

## Politique
De 1995 à 1997, Sven Kohlmeier est cofondateur et vice-président du parlement des jeunes à Hellersdorf. En 1999, il est élu à l'assemblée d'arrondissement de Berlin-Hellersdorf, dont il est membre jusqu'aux élections de 2001 à Berlin. Le SPD Marzahn-Hellersdorf nomme de nouveau Kohlmeier pour l'assemblée d'arrondissement (liste place 2), de sorte que de 2001 à 2006, il est membre de l'assemblée d'arrondissement nouvellement fusionné de Marzahn-Hellersdorf. Kohlmeier y est actif dans la jeunesse et la politique budgétaire et agit en tant que chef de groupe parlementaire du groupe parlementaire SPD.
En 2006, Kohlmeier est élu à la Chambre des représentants de Berlin via la liste du district de Marzahn-Hellersdorf du SPD.
Lors de l'élection suivante des membres de la Chambre des représentants en 2011, il remporte avec 33,4 % des suffrages exprimés, le mandat direct pour la circonscription 6 (Kaulsdorf-Nord/Hellersdorf-Sud) dans l'arrondissement de Marzahn-Hellersdorf. Dans les négociations de coalition qui suivent entre la CDU et le SPD, il travaille dans les domaines des affaires intérieures et du droit.
En 2016, il est élu pour la troisième fois à la Chambre des représentants de Berlin via la liste de circonscription. Il est président du 1er groupe de travail du groupe parlementaire SPD à la Chambre des représentants. Kohlmeier est le porte-parole de la politique juridique, de la politique des réseaux et de la protection des données de son groupe parlementaire. Il est membre des comités suivants :
- Commission des affaires constitutionnelles et juridiques, Règlement intérieur, Protection des consommateurs, Anti-discrimination
- Affaires intérieures, sécurité et ordre, administration numérique, protection des données, liberté d'information et mise en œuvre de l'article 13, paragraphe 6 GG et de l'article 25, paragraphe 10 ASOG
- Membre de la commission des technologies de communication et de la protection des données

En 2016, il participe aux négociations de la coalition Rouge-Rouge-Vert au sein du groupe de travail Affaires intérieures/droit et en tant que chef du groupe de travail Droit/protection des consommateurs. Pour lui, le groupe de travail sur les affaires intérieures/droit est l'un des groupes de travail clés. Il est soucieux d'assurer une coexistence sûre et pacifique à Berlin, d'empêcher la criminalité dans la ville en pleine croissance et d'empêcher rapidement les criminels d'être condamnés. La numérisation de la justice berlinoise est également au cœur des négociations. Les procédures judiciaires à Berlin durent trop longtemps. Même avec des procédures simples devant les tribunaux de district, les parties doivent parfois attendre plusieurs mois, voire des années dans des cas extrêmes, pour un rendez-vous et donc une première audience. Une longue période d'incertitude juridique pendant laquelle un litige n'est pas résolu.
Dans l'affaire du secrétaire d'État Andrej Holm en 2017, Kohlmeier est le premier social-démocrate de premier plan à demander la démission du secrétaire d'État. Il justifie cela par sa biographie en RDA et la gestion non transparente par Holm de son activité à plein temps à la Stasi à la fin de la RDA. Le journaliste de Die Tageszeitung Erik Peter décrit cette demande comme "pas une coïncidence" étant donné que le cabinet d'avocats Kohlmeier se propose sur son site Internet comme "partenaire pour les investissements immobiliers à Berlin". Frank Rieger (de), l'un des porte-parole du Chaos Computer Club (CCC), pointe également du doigt l'implication du SPD de Berlin dans l'affaire Holm. Le porte-parole du groupe parlementaire SPD rejette ce lien comme faux.
Au cours de la 18e législature, Kohlmeier œuvre pour la numérisation de la justice berlinoise et l'introduction du fichier électronique dans l'administration berlinoise. Il obtient que le refuge pour animaux de Berlin reçoive pour la première fois un financement de l'État et que les retraités et les bénéficiaires d'assistance ne paient pas de taxe sur les chiens à Berlin. Il critique la politique des transports de Berlin et est considéré comme un "avocat de la périphérie de Berlin". Kohlmeier et l'Association pour les droits de la liberté (de) se sont plaints des restrictions de sortie imposées par le Frein fédéral d'urgence devant la Cour constitutionnelle fédérale
Sven Kohlmeier ne se présente plus à la Chambre des représentants de Berlin après 3 législatures. Il justifie cela en disant qu'il ne veut pas être un parlementaire professionnel et qu'il ne veut pas s'en tenir à des postes. Dans son discours d'adieu à la Chambre des représentants, il revient sur les coalitions SPD-Sénat de gauche Wowereit III qu'il accompagne ; SPD-CDU Sénat Wowereit IV et Rouge-Rouge-Vert. Il avertit de ne pas perdre de vue la périphérie et de ne pas faire passer l'idylle du centre-ville avant la fonctionnalité de la ville dans son ensemble.

## Parti politique
Sven Kohlmeier rejoint le SPD à Hellersdorf en 1994. En 1996, il fonde avec d'autres jeunes socialistes le chapitre de district de Juso Marzahn-Hellersdorf et exerce jusqu'en 2000, un poste de porte-parole de Juso. Après avoir été vice-président du district du SPD de Marzahn-Hellersdorf de 2000 à 2004, il est élu le plus jeune président du district du SPD de Berlin en 2004. Il est confirmé à ce poste deux fois avant que Kohlmeier ne démissionne début 2009 pour des raisons personnelles. Il est ensuite membre du conseil de district de Marzahn-Hellersdorf jusqu'à sa retraite en tant que député.

## Adhésions
- Membre du bien-être des travailleurs
- Membre de l'ORWOhaus (volontaire)
- Membre du Barreau de Berlin
- Membre de l'Association internationale des avocats municipaux